# Хан, Пауль

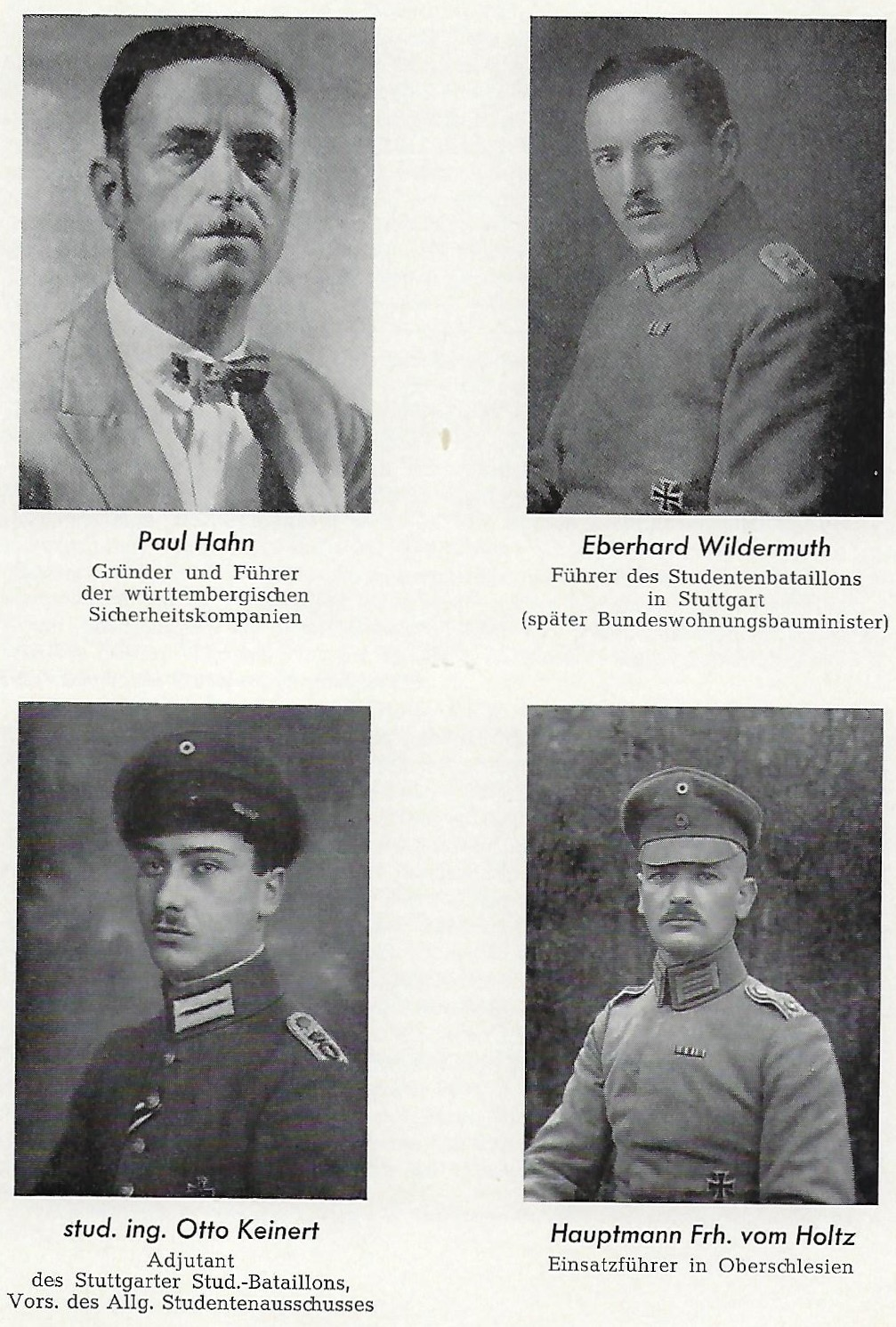
Руководство временных добровольческих отрядов: Хан, Вильдермут, Кайнерт и барон фон Хольц

Пауль Густав Хан (нем. Paul Gustav Hahn; 5 апреля 1883, Обертюркхайм, королевство Вюртемберг, Германская империя, — 2 апреля 1952, Штутгарт, ФРГ) — немецкий учитель и художник. После Ноябрьской революции 1918 года был организатором сил правопорядка в Свободном народном государстве Вюртемберг и до 1923 года был оберполицайдиректором Штутгарта. После неудачного покушения на Адольфа Гитлера 20 июля 1944 года за близость к Сопротивлению был приговорён к трём годам лишения свободы.

## Биография
Родился в семье слесаря и провел юность в Эслингене-ам-Неккаре. В 1897—1902 годах посещал подготовительное заведение в Нюртингене, а затем работал учителем в Штутгарте. В 1907 году поступил в Школу прикладного искусства и академию искусств Штутгарта. После окончания учёбы в 1911 году открыл мастерскую графики и зарабатывал на жизнь живописью. Выставлял картины и рисунки в штутгартском обществе искусств, а также рисовал рекламные плакаты. С началом Первой мировой войны Хан пошёл добровольцем на фронт и был зачислен в драгунский полк «Королева Ольга» (1-й вюртембергский) № 25. В 1915 году был тяжело ранен. 22 августа 1916 года был произведён в лейтенанты кавалерии ландвера, а 1 июня 1917 года был переведён в вюртембергский пехотный полк № 475. После очередного ранения и пребывания в лазарете был переведён в горный резервный батальон, дислоцированный в Исни.
9 ноября 1918 года, в день провозглашения республики, Хан был избран в солдатский совет. 11 декабря Хану была поручена организация временных добровольческих отрядов для защиты правопорядка. На следующий день он вошел в состав Союза солдатских комитетов Вюртемберга, где находился до 21 марта 1919 года. 20 декабря в Штутгарте командование XIII армейского корпуса сформировало вюртембергские отряды безопасности под руководством Хана. В начале января 1919 года отряды подавили в Штутгарте восстание спартакистов, а весной участвовали в разгроме Баварской Советской Республики. После вхождения отрядов в состав рейхсвера Хан стал оберполицайдиректором в Штутгарте. Когда во время Капповского путча немецкое правительство бежало в Штутгарт, Хан, будучи главой Главного управления местных сил правопорядка Вюртемберга, обеспечивал его безопасность. В апреле 1922 года Хан был уволен с этого поста после разногласий с министром внутренних дел Вюртемберга Ойгеном Графом и фракцией СДПГ в правительстве; его работа в качестве оберполицайдиректора закончилась в марте 1923 года. После этого Хан занялся дизайном, в частности, разрабатывая образцы для фабрики Knoll, производящей металлическую мебель.
В 1933 году после прихода нацистов к власти ими была сожжена книга Хана Erinnerungen aus der Revolution in Württemberg. «Der rote Hahn. Eine Revolutionserscheinung». В 1935 году Хан начал служить в компании Robert Bosch GmbH. Он участвовал в строительстве фондом Роберта Боша больницы Роберта Боша в Штутгарте, открытой 10 апреля 1940 года. Через Боша Хан наладил контакты с Сопротивлением, особенно с Карлом Фридрихом Гёрделером. После неудавшегося покушения на Гитлера Хан был арестован 8 августа 1944 года. 28 февраля 1945 года он был приговорён Народной судебной палатой к трём годам лишения свободы и заключён в тюрьму Бранденбург-Гёрден.
После окончания войны Хан вернулся в Штутгарт, где с июня по сентябрь 1945 года по поручению французских оккупационных властей занимался организацией полиции как шеф немецкой государственной полиции Вюртемберга. Из-за разногласий с американскими оккупационными властями Хан ушёл в отставку и остаток жизни провёл как частное лицо.

## Сочинения
- Erinnerungen aus der Revolution in Württemberg. «Der rote Hahn. Eine Revolutionserscheinung». — Stuttgart: Bergers Literarisches Büro und Verlagsanstalt, 1922.